# Andrea Sartoretto
Andrea Sartoretto (Treviso, 27 settembre 1984) è un rugbista a 15 italiano, che milita come Tre quarti ala o centro nella Tarvisium.

## Biografia
Andrea cresce nelle giovanili della Benetton Rugby Treviso. Nel 2003 partecipa ai Mondiali Under 19 in Francia. Con la Nazionale A ha partecipato alla IRB Nations Cup del 2008. Nell'estate 2009 è stato ingaggiato dal Rovigo. Nel 2010 dal Mogliano. Nel 2014 nella squadra neopromossa in Serie A Tarvisium.

## Palmarès
- Campionati italiani: 2
Benetton Treviso: 2006-07, 2008-09